# خوان خوسيه
خوان خوسيه (بالإسبانية: Juan José Jiménez Collar)‏ هو لاعب كرة قدم إسباني في مركز الدفاع، ولد في 29 يوليو 1957 في قادس في إسبانيا. شارك مع منتخب إسبانيا تحت 23 سنة لكرة القدم ومنتخب إسبانيا لكرة القدم. أما مع النوادي، فقد لعب مع ريال مدريد ونادي قادش.

## وصلات خارجية
- خوان خوسيه على موقع ناشيونال فوتبول تيمز (الإنجليزية)